# Kościół Podwyższenia Krzyża Świętego w Cieszynie
Kościół Podwyższenia Krzyża Świętego w Cieszynie – katolicki kościół filialny zlokalizowany we wsi Cieszyno w gminie Węgorzyno, w powiecie łobeskim (województwo zachodniopomorskie). Należy do parafii św. Tomasza Apostoła w Runowie.

## Historia i architektura
Kościół, murowany w technice ryglowej, rozplanowany został na rzucie prostokąta. Wzniesiony został w 1740 roku. Zakończony jest pięciobocznie zamkniętym prezbiterium. Nawa kryta jest dwuspadowym dachem. Otwory okienne mają kształt prostokątny. Od strony południowej dostawiona jest murowana w technice ryglowej wieża na planie kwadratu, zwieńczona ośmiobocznym strzelistym hełmem, zakończonym kulą z krzyżem. Obok kościoła znajduje się także wolnostojąca, drewniana dzwonnica.
Wnętrze kościoła nakrywa drewniany, belkowany strop. Na ścianie południowej umieszczona jest empora muzyczna, wsparta na czterech profilowanych słupach. Zachowały się elementy zdobień XVII-wiecznego ołtarza, w którym wstawiony jest współczesny obraz Najświętszego Serca Pana Jezusa. Na wewnętrznej ramie drzwi prowadzących z nawy do wieży umieszczony jest barokowy kartusz.
Po II wojnie światowej kościół został konsekrowany jako świątynia katolicka w dniu 15 września 1946 roku.